# Petrivka-Romenska, Hadeaci
Petrivka-Romenska (în ucraineană Петрівка-Роменська) este localitatea de reședință a comunei Petrivka-Romenska din raionul Hadeaci, regiunea Poltava, Ucraina.

## Demografie
Componența lingvistică a localității Petrivka-Romenska
     Ucraineană (96,62%)
     Rusă (2,76%)
     Alte limbi (0,34%)
Conform recensământului din 2001, majoritatea populației localității Petrivka-Romenska era vorbitoare de ucraineană (96,62%), existând în minoritate și vorbitori de rusă (2,76%).